# Henri Lœvenbruck
Œuvres principales
- La Moïra

Pour les articles homonymes, voir Lœvenbruck.
Henri Lœvenbruck, né le 21 mars 1972 à Paris, est un écrivain, chanteur et compositeur français.
Auteur de thrillers, de romans d'aventure et de fantasy, il est traduit dans plus de quinze langues. Auteur-compositeur-interprète, il écrit des chansons pour lui-même et pour d'autres artistes français.

## Biographie
Après une jeunesse partagée entre le 11e arrondissement de Paris et l'Angleterre[réf. souhaitée], Henri Lœvenbruck fait une khâgne au lycée Chaptal à Paris, une maîtrise d'anglais à la Sorbonne, puis se lance dans le journalisme et la musique. Il publie son premier roman en 1998 aux éditions Baleine, sous le pseudonyme de Philippe Machine. Sa trilogie de La Moïra (publiée entre 2001 et 2003) se vend à 300 000 exemplaires toutes éditions confondues et est traduite en douze langues. Il se lance ensuite dans le thriller avec les éditions Flammarion où il rencontre à nouveau le succès, notamment avec la série d'Ari Mackenzie, vilain petit canard des Renseignements généraux, dans laquelle il dénonce notamment les dérives de grandes ONG en Afrique.
Dans les années 1990, Henri Lœvenbruck chante et joue de l’orgue Hammond dans divers groupes de rock parisiens. Début 2008, après avoir écrit des chansons pour d’autres artistes (comme Kelks), il décide de remonter sur scène pour présenter une douzaine de chansons « à texte ». En 2009, il participe, en tant que traducteur et choriste, à l'album Molly Malone – Balade irlandaise de son ami Renaud. En 2009, il enregistre un mini LP, en collaboration avec Vincent-Marie Bouvot. De 2013 à 2015, il rejoint le groupe de rock Freelers, qui fait de nombreux concerts dans des festivals en France, et au sein duquel il joue du clavier et de l'orgue Hammond.
En 2008, il co-fonde le collectif d'artistes La Ligue de l'Imaginaire, qu'il quitte en octobre 2024.
En juillet 2011, il est nommé chevalier de l'ordre des Arts et des Lettres.

## Œuvres

### Romans indépendants
- Le Testament des siècles, éditions Flammarion, 2003 (ISBN 2-08-068481-7)
- Le Syndrome Copernic, éditions Flammarion, 2007 (ISBN 978-2-08-069087-6 et 2-08-069087-6)
- L'Apothicaire, éditions Flammarion, 2011, 604 p. (ISBN 978-2-08-123327-0)
- Nous rêvions juste de liberté, éditions Flammarion, 1er avril 2015, 422 p. (ISBN 978-2-08-130728-5)
- J'irai tuer pour vous, éditions Flammarion, 24 octobre 2018, 640 p. (ISBN 978-2-08-135794-5)
- Les Disparus de Blackmore, éditions XO, 23 février 2023, 519 p. (ISBN 978-2-37448-431-0)
- Pour ne rien regretter, éditions XO, 25 octobre 2024, 336 p. (ISBN 978-2-37448-707-6)

### SérieSerum
Cette série est coécrite avec Fabrice Mazza et se compose d'une première saison de 6 épisodes parus aux éditions J'ai lu en 2012. Elle est depuis restée sans suite et inachevée.
- Saison 1 épisode 1, Paris, éditions J'ai lu, 28 mars 2012, 192 p. (ISBN 978-2-290-04174-1 et 2-290-04174-2)
- Saison 1 épisode 2, Paris, éditions J'ai lu, 25 avril 2012, 192 p. (ISBN 978-2-290-04173-4 et 2-290-04173-4)
- Saison 1 épisode 3, Paris, éditions J'ai lu, 27 juin 2012, 196 p. (ISBN 978-2-290-04172-7 et 2-290-04172-6)
- Saison 1 épisode 4, Paris, éditions J'ai lu, 26 septembre 2012, 215 p. (ISBN 978-2-290-04171-0 et 2-290-04171-8)
- Saison 1 épisode 5, Paris, éditions J'ai lu, 19 octobre 2012, 192 p. (ISBN 978-2-290-04170-3 et 2-290-04170-X)
- Saison 1 épisode 6, Paris, éditions J'ai lu, 5 décembre 2012, 221 p. (ISBN 978-2-290-04169-7 et 2-290-04169-6)

### CycleAri Mackenzie
1. Le Rasoir d'Ockham, éditions Flammarion, 2008 (ISBN 978-2-08-120865-0 et 2-08-120865-2)
2. Les Cathédrales du vide, éditions Flammarion, septembre 2009 (ISBN 978-2-08-122168-0 et 2-08-122168-3)
3. Le Mystère Fulcanelli, éditions Flammarion, octobre 2013 (ISBN 978-2-08-124629-4 et 2-08-124629-5)

### Cycle des loups

#### SérieLa Moïra
1. La Louve et l'Enfant, éditions Bragelonne (ISBN 978-2-914370-03-5 et 2-914370-03-2)
2. La Guerre des loups, éditions Bragelonne (ISBN 978-2-914370-09-7 et 2-914370-09-1)
3. La Nuit de la louve, éditions Bragelonne (ISBN 978-2-914370-23-3 et 2-914370-23-7)

#### SérieGallica
Cette trilogie est la suite de La Moïra
1. Le Louvetier, éditions Bragelonne (ISBN 978-2-914370-65-3 et 2-914370-65-2)
2. La Voix des Brumes, éditions Bragelonne (ISBN 978-2-914370-85-1 et 2-914370-85-7)
3. Les Enfants de la veuve, éditions Bragelonne (ISBN 978-2-915549-15-7 et 2-915549-15-X)

### SérieLe Testament des siècles
1. Lœvenbruck et Christi Pacurariu (ill. Christi Pacurariu), Melencolia, éditions Soleil, octobre 2007 (ISBN 978-2-84946-943-9 et 2-84946-943-2)bande dessinée
2. Henri Lœvenbruck et Christi Pacurariu (ill. Nicolas Jarry), La Pierre de Iorden, éditions Soleil, octobre 2009 (ISBN 978-2-302-00640-9)bande dessinée

### SérieGabriel Joly
- Le Loup des Cordeliers, éditions XO éditions, 24 octobre 2019, 560 p. (ISBN 978-2-84563-875-4)
- Le Mystère de la main rouge, éditions XO éditions, 22 octobre 2020, 473 p. (ISBN 978-2-37448-196-8)
- L'Assassin de la rue Voltaire, éditions XO éditions, 21 octobre 2021, 480 p. (ISBN 978-2-37448-327-6)
- Le Fantôme de Versailles, éditions XO éditions, 2024

### Autres
- Les Post-humains, éditions Baleine (série Macno), sous le pseudonyme de Philippe Machine (ISBN 978-2-84219-182-5 et 2-84219-182-X)
- La dame à la Forêt, novembre 2004nouvelle qui s'intercale entre La Moïra et la Gallica, uniquement en CD audio.
- Au seuil des ténèbres, J'ai Lu, juin 2005 (ISBN 2-290-32535-X)Traduction par Henri Lœvenbruck et Delphine Lœvenbruck de cette anthologie américaine, publiée aux États-Unis sous le titre The Best of Cemetery Dance[12]
- Weepers Circus, N'importe où, hors du monde (2011). Il s'agit d'un livre-disque à la réalisation duquel ont participé près de quarante invités (comme auteurs ou comme interprètes) : Henri Lœvenbruck y signe une nouvelle inédite consacrée à sa propre interprétation de ce titre énigmatique de "N'importe où, hors du monde".
- Lettre à ce prof qui a changé ma vie : enseigner la liberté : 40 personnalités s'engagent. Paris : Robert Laffont - Pocket n° 18336, 11/2020, p. 140-142.  (ISBN 978-2-266-31767-2)